# Колір золота

Різний колір сплавів золота-срібла-міді (Au-Ag-Cu).

Чисте золото має жовтий колір, але його сплави з іншими металами в різних пропорціях можуть давати різні кольори та відтінки жовтого. Існують сотні можливих комбінацій золота з іншими металами. Зазвичай, додавання срібла фарбує золото в зелений колір, а додавання міді — в червоний. Суміш з приблизно 50 на 50 частин срібла та міді створює сплави золота широко відомі на ринку ювелірних прикрас. В ювелірній промисловості прийняті різні проби золота: 333, 375, 585, 750

## Сплави
В залежності від співвідношення та характеру домішок в сплаві, визначається колір золота. Наприклад:
- зелене золото  750 проби — сплав 750 частин золота та 250 срібла, 585 проби — сплав 585 частин золота та 415 срібла,
- червоне золото 750 проби — сплав 750 частин золота та 250 міді,
- рожеве золото  750 проби — сплав 750 частин золота, 125 срібла та 50 міді, 585 частин золота, 80 срібла, 335 міді.
- жовте золото 750 проби — сплав 750 частин золота, 125 срібла та 125 міді,
- біле золото  750 проби — сплав 750 частин золота, 150 срібла та 100 міді (такий самий колір виходить при додаванні до золота 583 проби нікелю або паладію).[1]

Окрім зміни кольору, змінюватимуться також механічні характеристики. Біле золото є набагато твердішим за червоне або жовте, і при цьому воно не настільки добре піддається обробці. Жовте золото — це гармонійне поєднання твердості та пластичності.

### Біле золото
Біле золото виготовляють зі сплаву золота з принаймні одним металом білого кольору, зазвичай нікелем або паладієм.
Властивості білого золота залежать від використаних металів та пропорцій в сплаві. Як наслідок, біле золото може мати різне застосування; сплав з нікелем твердий та міцний, і тому добре підходить для виготовлення кілець та голок, а сплав золота з паладієм м'який, йому легко надавати форму, тому добре підходить до використання разом з дорогоцінним камінням, інколи разом з іншими металами, такими як мідь, срібло та платина, які додають ваги або міці.
Назва «біле золото» дуже поширена, нею можуть позначатись сплави не чисто білого кольору. Часто плутають родієве покриття золота з білим золотом. Родієве покриття використовують, аби приховати домішки в білий колір сплаву золота.
Принаймні одна людина з восьми має алергічну реакцію від тривалого контакту з нікелем, який може бути складовою білого золота. Сплави золота без нікелю алергії не викликають.

### Рожеве та червоне золото
Золото червоного кольору отримують у сплаві з міддю: чим більша частка міді, тим червонішим буде сплав. Поширений сплав рожевого золота, що скдається, за масою, з 75 % золота та 25 % міді (18 карат). До рожевого золота чистотою 18 каратів часто додають 4 % срібла (отримуючи сплав з 75 % золота, 21 % міді та 4 % срібла). Найчистіше рожеве золото, також відоме як коронне золото має чистоту 22 карати.
Червоне золото чистотою 14 каратів містить 41.67 % міді

### Жовте золото
Чисте жовте золото (999 проба) дуже м'яке. Щоб використовувати його в ювелірних виробах, його зазвичай об'єднують з іншими металами або сплавами, аби зробити його більш міцним і зносостійким. Типові сплави включають мідь, цинк і нікель.
Жовте золото є в різних тонах, і точний жовтий колір залежить від типу використовуваних металевих сплавів і процентного вмісту кожного з них. Чисте золото — це насичений, сяючий жовтий колір, повний блиску. Золото 750 проби також є інтенсивно жовтим, але колір жовтого золота 585 проби може бути трохи приглушеним в порівнянні з 750 та 999 пробою золота через більш високий відсоток металевих сплавів, які розбавляють блискучий золотий колір.